# Vương Tử
Vương Tử (tên tiếng trung là 王子 - Wang Zi), tên thật là Khưu Thăng Dực (tên tiếng Trung là 邱勝翊 - Qiu Sheng Yi), còn được gọi là Prince. Anh là ca sĩ, diễn viên Đài Loan, thuộc nhóm JPM và từng là thành viên nhóm nhạc Bổng Bổng Đường.

## Các phim đã tham gia
| Năm  | Tên phim          |
| ---- | ----------------- |
| 2010 | Xi You Ji         |
| 2010 | Honey Pupu        |
| 2010 | Kung Fu Hip Hop 2 |
| 2009 | Yêu đến cùng      |

| Năm  | Tên phim                   | Vai diễn         |
| ---- | -------------------------- | ---------------- |
| 2007 | Vị ngọt Macchiato          | Vương Tử         |
| 2007 | Thơ ngây 2                 | Đinh Hải Nặc     |
| 2008 | Hắc đường quần hiệp truyện | Lệnh Hồ Thông    |
| 2010 | Tử thần thiếu nữ           | Huang He         |
| 2011 | 33 Gu Shi Guan             | ?                |
| 2017 | Nghỉ!Nghiêm! Anh yêu em    | Nghiêm Lực Chính |